# ユニオン駅 (ピッツバーグ)
ユニオン駅（英語: Union Station、あるいはペンシルベニア駅 Pennsylvania Station、ペンステーションと地域では呼ばれている）は、ペンシルベニア州ピッツバーグ リバティ・アヴェニュー1100にある駅。

## 歴史
複数の鉄道事業者が使用するために建設されたアメリカ合衆国の他のユニオン駅と異なり、ピッツバーグのユニオン駅はペンシルバニア鉄道とその子会社が使用していた。このため、駅は1912年に他のペンシルベニア駅と揃えて改称された。
駅舎はシカゴの建築家ダニエル・バーナムによる設計で、1898年から1903年にかけて建築された。材料は褐色砂岩に似た、灰色がかったテラコッタと煉瓦である。バーナムは詳細の設計者ではなく全体のプランナー、オーガナイザーであるとされており、詳細設計はピーター・ジョゼフ・ウィーバーのような設計者に任されていた。この象徴的な駅舎のもっと大きな特徴は、ウィーバーによって設計された方形の角付ロタンダである。通りの高さでは、ロタンダが広く低い丸天井の下に車両の転回場を覆っており、これまでにないスタイルである。その上では、ロタンダは壮大な旅客待合室を覆っている。バーナムの会社はピッツバーグで当時10以上のプロジェクトを進めており、とても目立った場所にあるものもある。このロタンダも、アメリカ合衆国国家歴史登録財として登録されている。
1980年代半ばに行われたユニオン駅の修復工事により、オフィス棟は集合住宅に改装され、1988年5月23日から居住開始され「ザ・ペンシルベニアン」と呼ばれている。一般公開されなくなったコンコースは1階の商業スペース用ロビーとして改造され、塗装により大きな中央の天窓が綺麗にされている。

## 現在の旅客使用
ユニオン駅は鉄道駅として使用され続けているが、建物のうちリバティ通り側の狭い旅客エリアのみを使用している。アムトラックの「ペンシルベニアン号」の西側の終着駅であり、また「キャピトル特急（キャピトル・リミテッド）」の中間駅である。2005年まで、ピッツバーグへは1日に3本の「スリー・リバーズ」が運行されており、これはシカゴまで走る「ペンシルベニアン号」に相当した。またこの列車は有名な「ブロードウェイ特急」の後継列車であった。その運行中止後は、「ペンシルベニアン号」「キャピトル特急」のみとなり、1日にそれぞれ1往復ずつ2系統のみ旅客列車が運行されている。
かつての「ブロードウェイ特急」の通った路線は旧ペンシルバニア鉄道本線にあたり、有名な鉄道史跡であるホースシューカーブも含まれる。この経路は深夜早朝時間帯の乗り換えとなるが、前述の「ペンシルベニアン号」と「キャピトル特急」を当駅で乗り継ぐことで辿ることができる。
ユニオン駅のアムトラック駅コードはPGHである。

## ペンステーション
アレゲーニー郡港湾局はピッツバーグ・ライトレールのうち1985年に開通した中心部の地下鉄をマーチン・ルーザー・キング・ジュニア・イーストバスウェイと連絡するために、1988年にペン・パーク駅までの短い支線を開業した。しかし、この路線はかつてのペンシルバニア鉄道の単線鉄道トンネルの一部を利用している関係で、他の系統と運行を連携することが難しかった。このトンネルはUSスチールの事務所の下を通っており、建物の基礎がトンネルの両側にあるために複線化することができなかった。この駅は地下鉄のレッドラインの一部としてリストには載せられているが、1993年から定期運行がなくなっている。2001年時点で、この路線は運行されるとしても、午後のラッシュ時に2本の列車が走るだけである。この区間の運行がなぜ中止されたのかはっきりしていないが、前述したような構造上の制約と乗客数の少なさであると思われる。それに加えて、ペンステーションは港湾局の無料乗車区間内にあり、この駅へ列車を運行しても運賃収入が増えるわけではないということがある。
この駅は特に限定的な状況ながら使われており、たとえば2011年2月6日の第45回スーパーボウルの際に港湾局が迂回経路の一部として使ったことがある。

## 画像

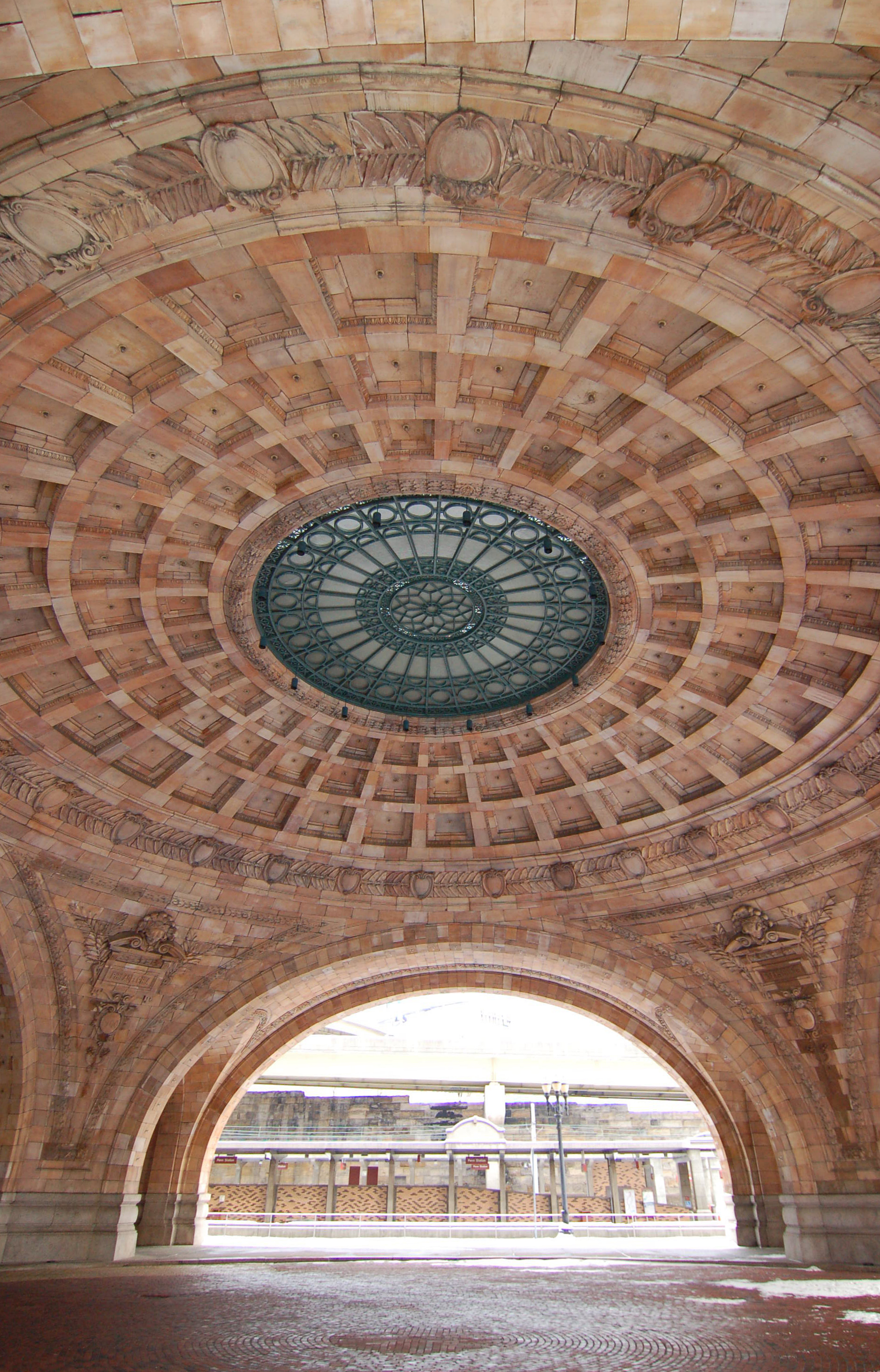
ロタンダ
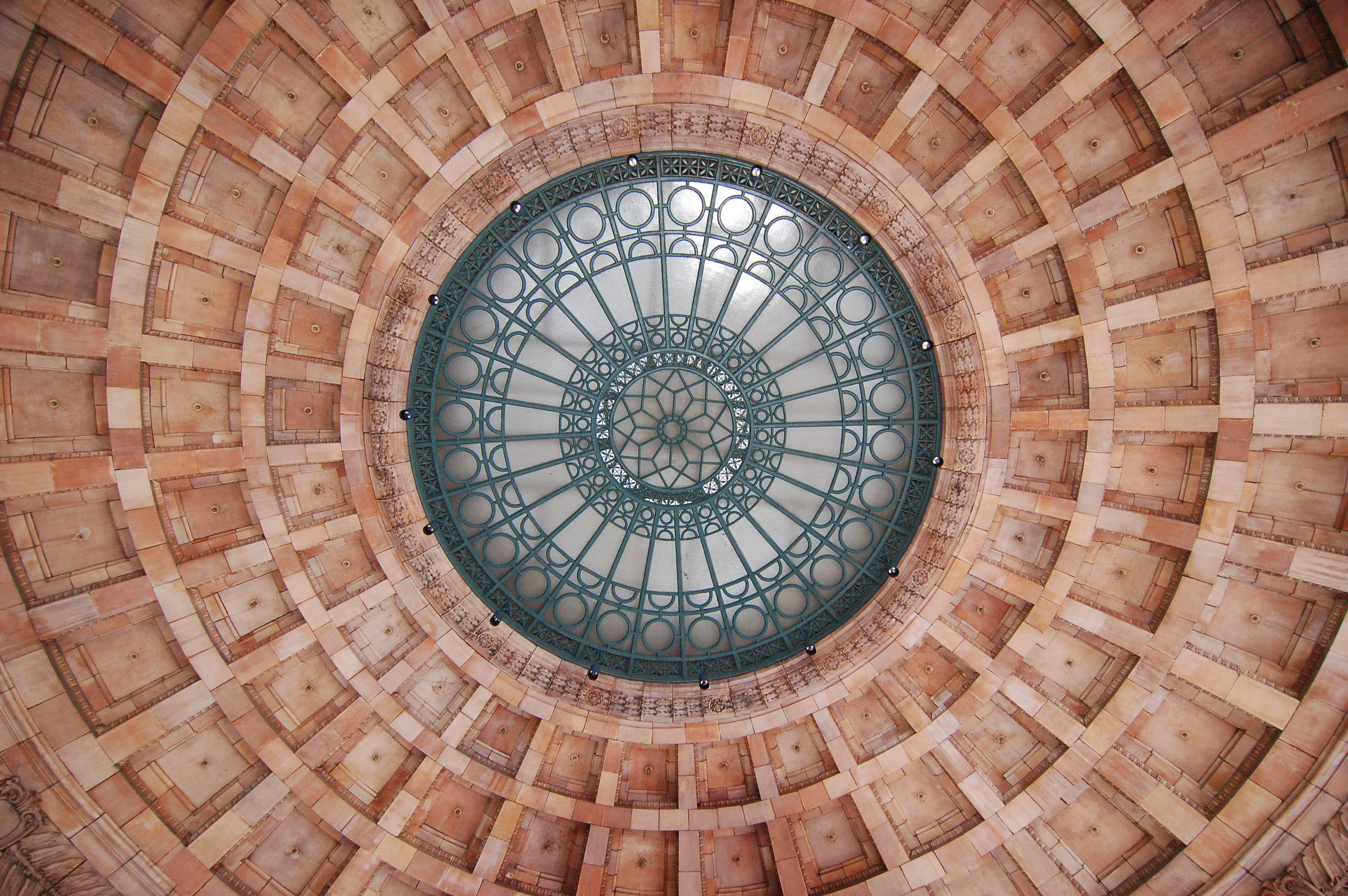
ロタンダの中央
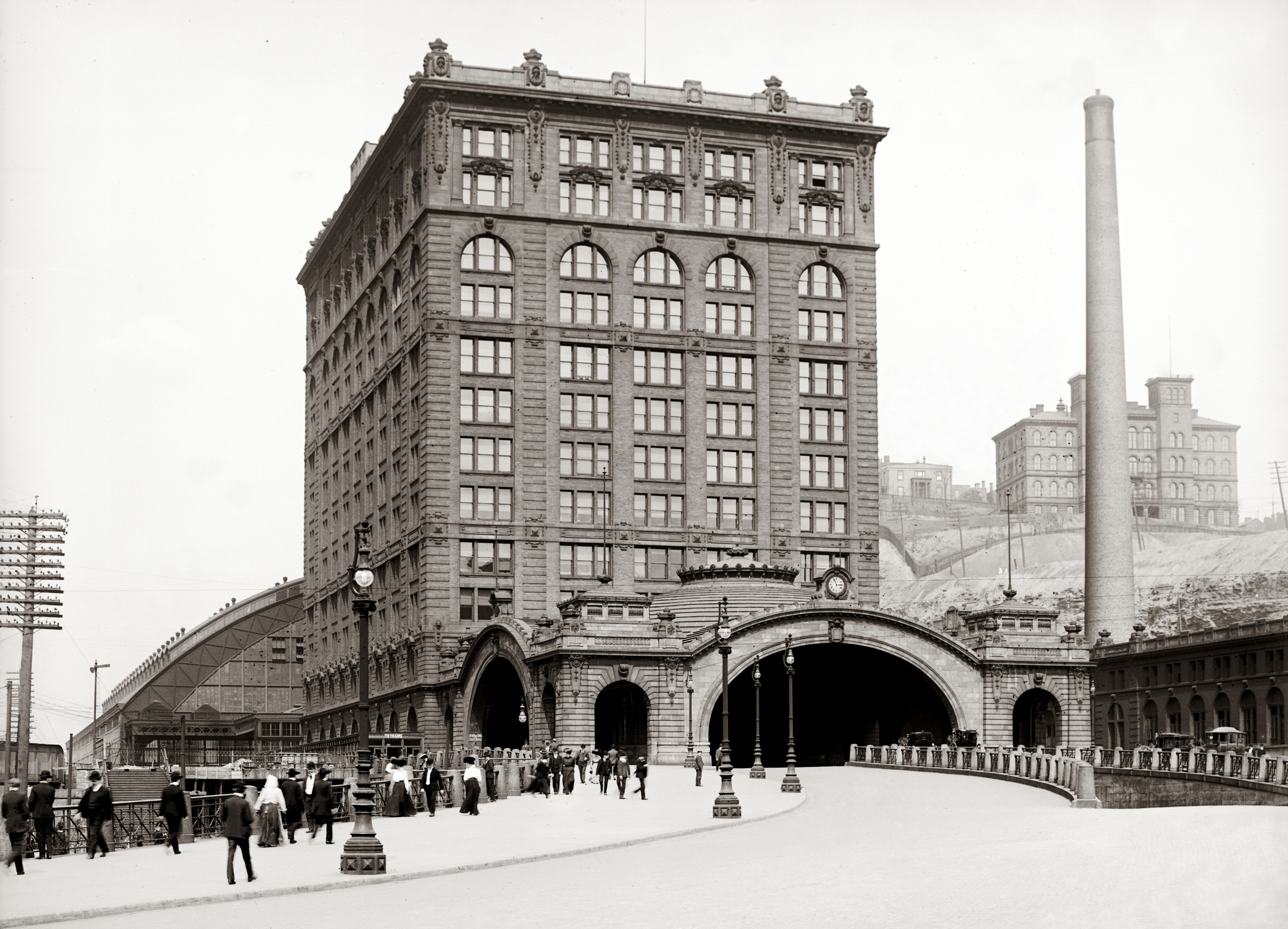
1910年頃のユニオン駅
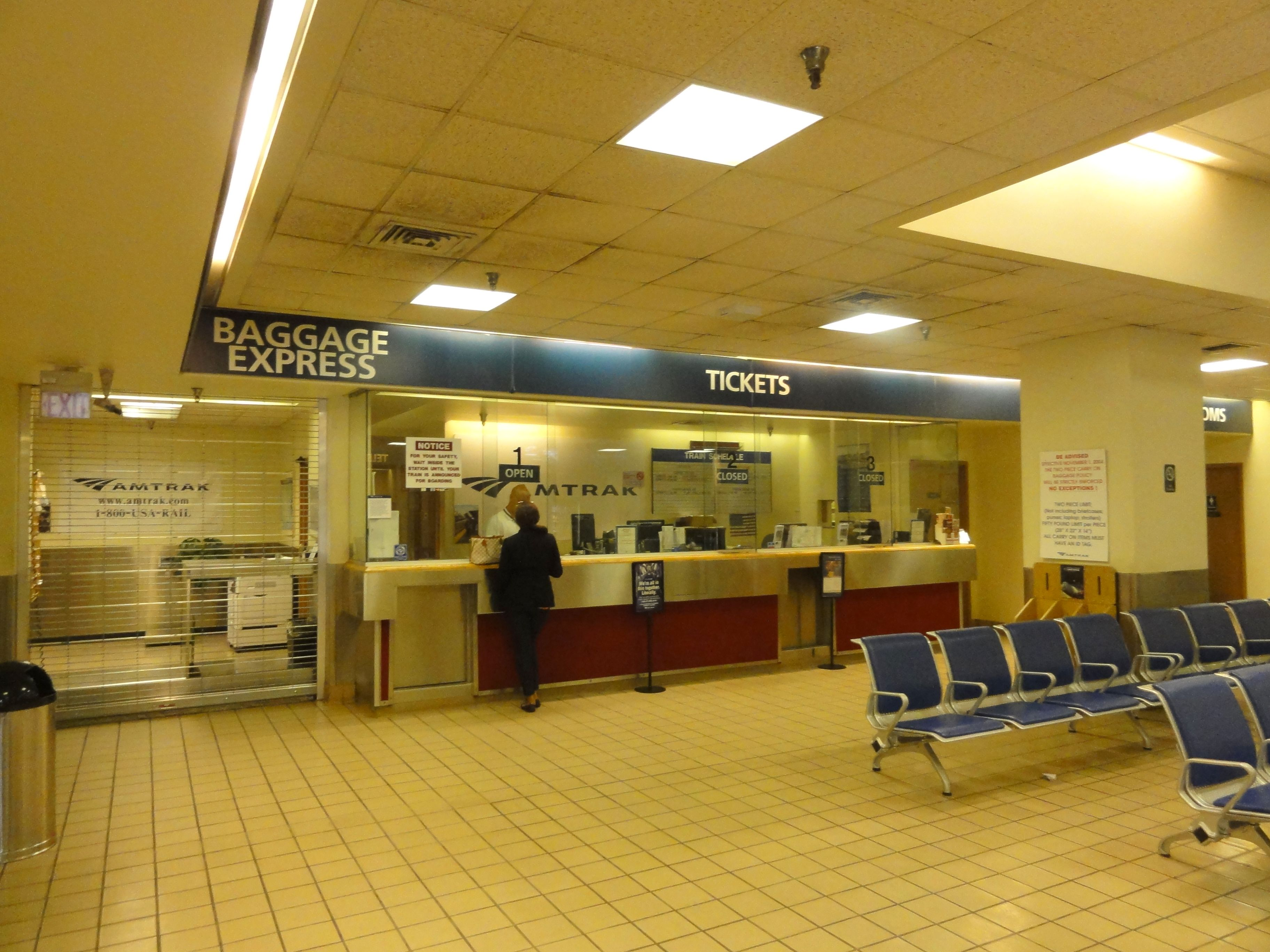
切符売り場
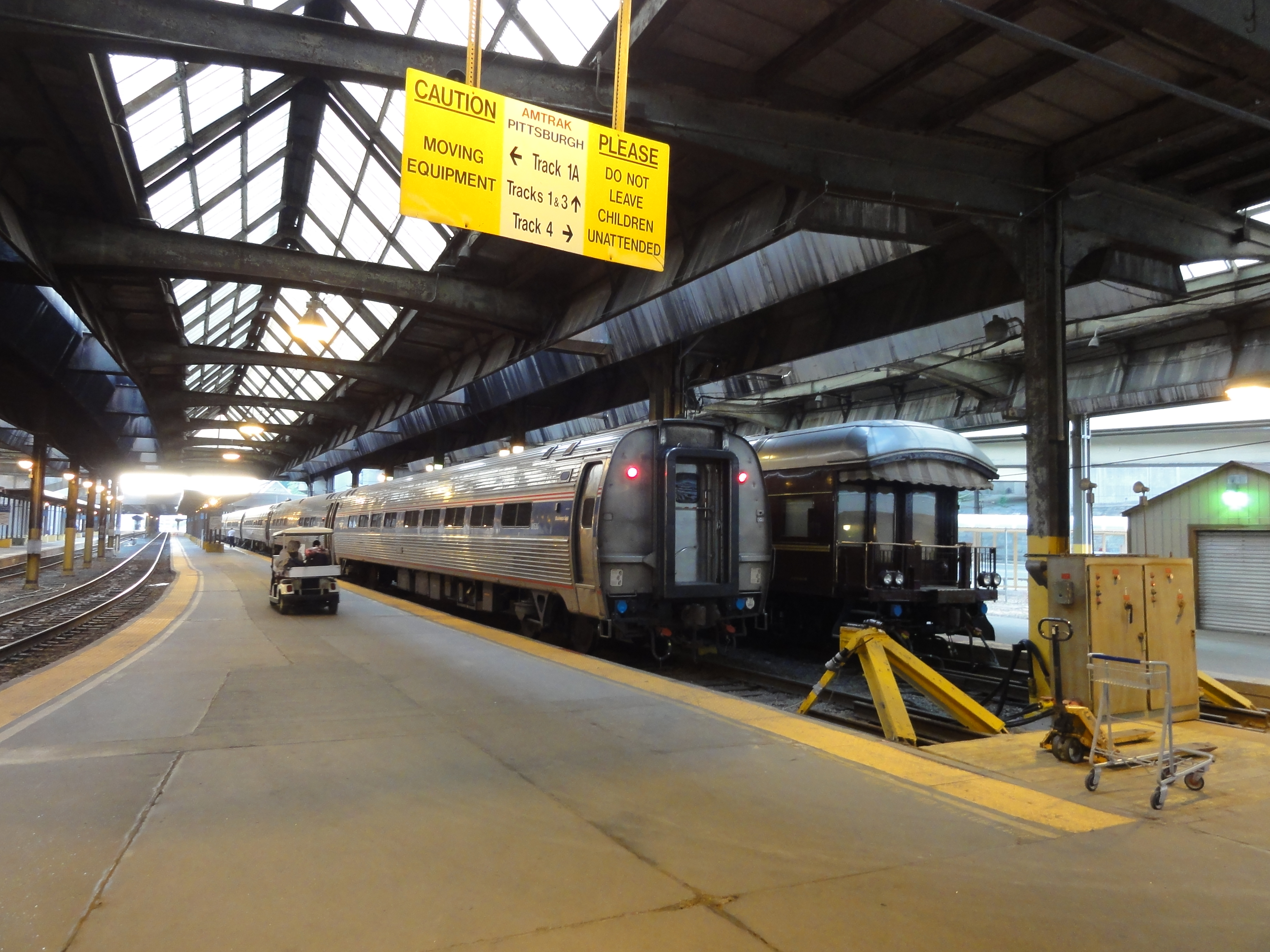
ホーム
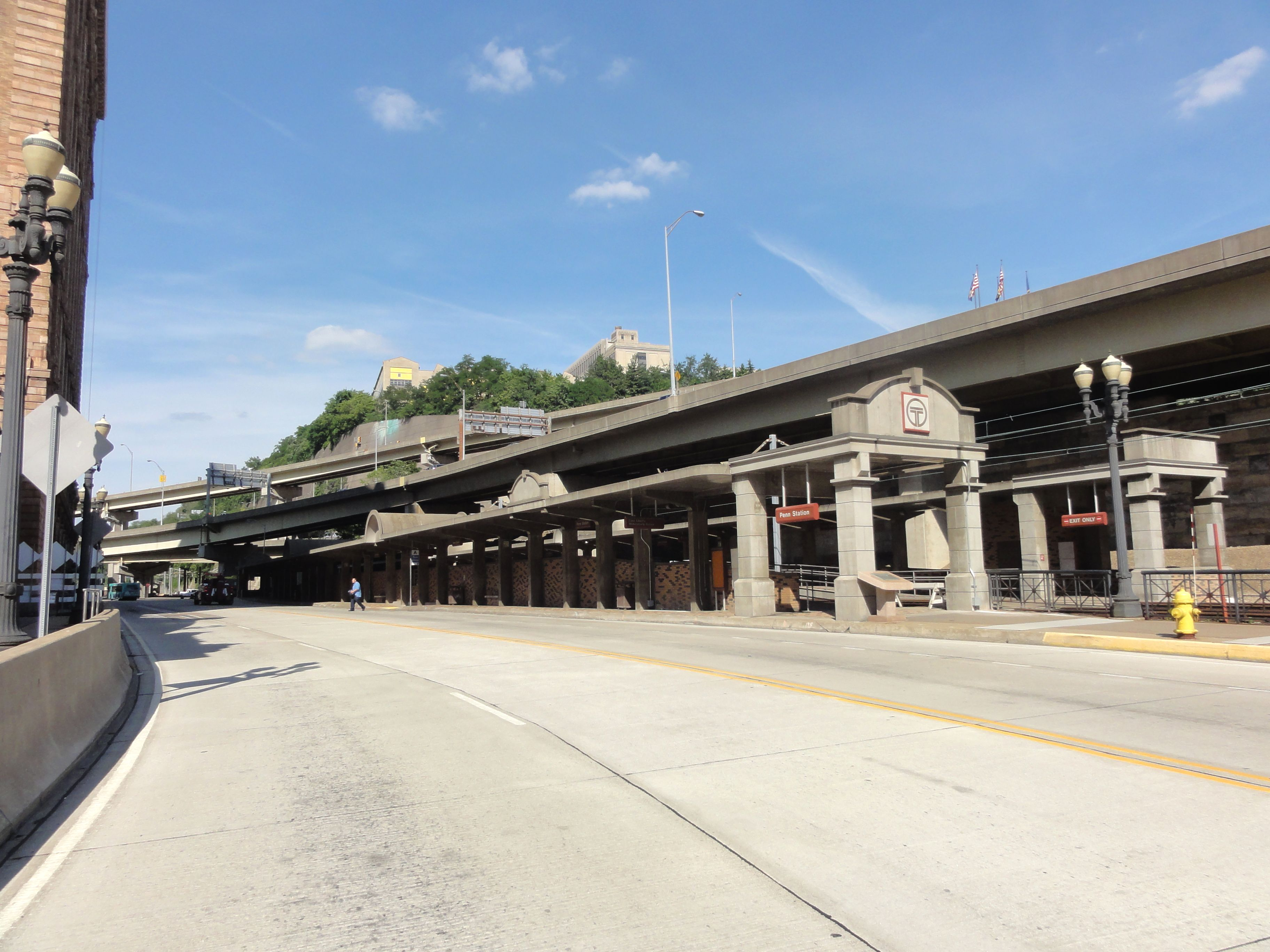
鉄道駅の近くにあるイーストバスウェイの駅